# Francis Trevelyan Buckland
Francis Trevelyan Buckland, född den 17 december 1826, död den 19 december 1880, var en brittisk fiskodlare, son till William Buckland.
Buckland var inspektör för laxfisket i England, och grundade av egna medel 1865 en fiskeriavdelning vid South Kensington Museum för att försöka intressera allmänheten för fiskodling. Han skrev bland annat populärvetenskapliga uppsatser och böcker om fiskar och fiske.